# Kartel
Karteli su oblik sporazumnog udruživanja istorodnih tvrtki konkurenata koje time (udruživanjem u kartel) postaju monopol. Veći profit ostvaruju diktiranjem uvjeta prodaje, monopolskim cijenama i drugim pogodnostima, a ne smanjenjem troškova i racionalizacijom, kako čine koncerni.
Članice kartela su potpuno samostalne i neovisne u svom poslovanju, ali su obvezne poštovati odredbe sporazuma o kartelu za cijelo vrijeme postojanja kartela. Da bi mogao djelovati u skladu s ciljevima udruživanja, kartel treba imati najveći udio u proizvodnji, potrošnji, trgovini ili drugoj djelatnosti ili grani u kojoj se osniva. U protivnome, djelovanje kartela na tržištu ne bi bilo djelotvorno niti bi njegovo osnivanje bilo opravdano jer bi konkurentne tvrtke koje nisu u kartelu mogle ometati ili sprečavati njegovo djelovanje.
Osnovni cilj kartela je uklanjanje međusobne konkurencije i stvaranje uvjeta za monopolski položaj i monopolsko ponašanje, a može se ostvariti, u načelu, na dva načina:
- Vlastitim razvojem i
- Potpisivanjem sporazuma o kartelu

S obzirom na područja prostiranja i djelovanja, karteli mogu biti nacionalni i međunarodni.